# 가와타니 나기
가와타니 나기(일본어: 川谷 凪, 2003년 7월 6일~)는 일본의 축구 선수이다.

## 구단 경력
그는 2022년 J1리그의 시미즈 에스펄스에 입단했다. 2022년 8월 J3리그의 이와키 FC로 임대 이적했다. 2023년 J2리그의 파지아노 오카야마에서 뛰었다. 2024년 J2리그의 시미즈 에스펄스로 복귀했다. 2025년 J3리그의 나라 클럽로 이적했다.